# せいだのたまじ

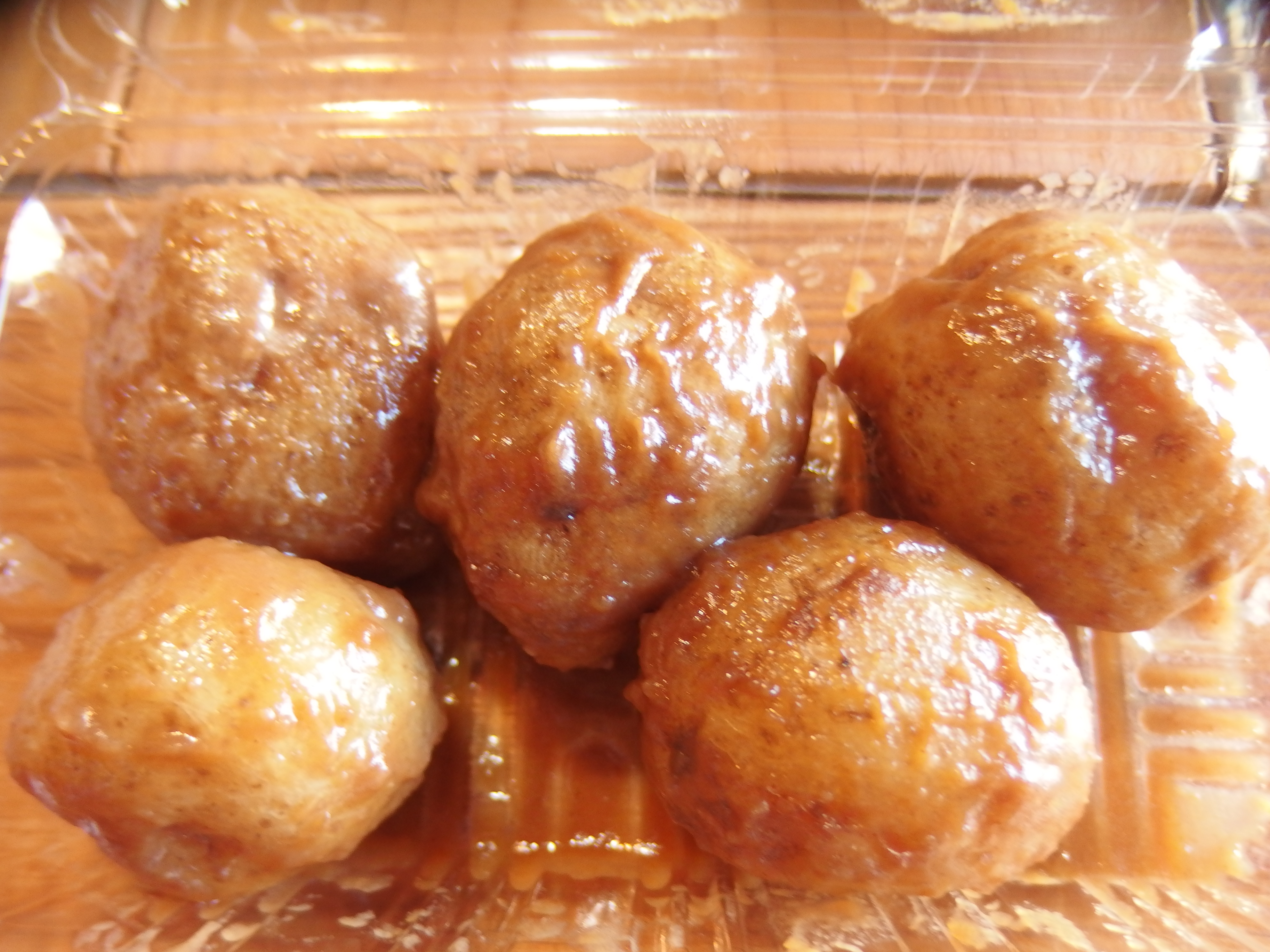
せいだのたまじ

せいだのたまじは、山梨県上野原市の郷土料理。味噌風味の小粒のじゃがいもの煮転がしである。

## 語源
江戸時代に、甲府の代官であった中井清太夫が江戸幕府の許可を得て九州からの種芋を村人に栽培させて、天保の大飢饉及び天明の大飢饉から救った。この功績をたたえて上野原市の棡原地区の特有の呼び名としてじゃがいもを「清太夫芋」や「清太芋」などと呼ぶようになった。これが「せいだ」の語源とされる。また、「たまじ」は小さなじゃがいものことを意味する。

## 概要
上野原市の棡原地区で古くから食べられている郷土料理。皮付きのままで食べるため、皮が薄い新じゃがが出回ってくる3月から7月の間に食べられることが多い。
山梨の次世代への伝承に取り組む郷土料理であるやまなしの食に認定されている。

## 作り方
皮がついたままのじゃがいもをよく洗って水気をとり、油を熱して皮付きの状態で炒める。
別の鍋に移し、水を入れて火にかける。沸騰してきたら味噌や砂糖などを入れて煮込む。